# Об, Теофиль
Гиацинт Лоран Теофиль Об (фр. Hyacinthe Laurent Théophile Aube; 22 ноября 1826, Тулон, Вар — 31 декабря 1890, Тулон) — французский адмирал, военно-морской теоретик и политик, который занимал несколько важных государственных постов во время Третьей республики.

## Биография
Во французские ВМФ вступил в 1840 году, проведя большую часть службы во французских колониях в Африке, Азии и Америке; в частности, в 1850-е годы командовал канонерской лодкой у побережья современного Сенегала.
Был женат на собственной племяннице. В 1846 году получил звание энсина, в 1854 году был произведён в капитаны 2-го ранга, в 1880 году в контр-адмиралы, в 1886 году — в вице-адмиралы.
Участвовал в обороне Парижа во время Франко-прусской войны 1870—1871 годов. Был награждён Орденом Почётного легиона.
Об был губернатором Мартиники в период с 1879 по 1881 год, во время этой службы потерял жену, которая умерла от жёлтой лихорадки в период эпидемии. Находился на колониальной службе до 1885 года, но вынужден был уйти с неё из-за потери здоровья в результате последствий тропических заболеваний.
С 7 января 1886 года по 30 мая 1887 года был военно-морским министром Франции в правительстве Шарля де Фресине. Он был горячим сторонником так называемой Молодой школы (фр. Jeune École) в военно-морской наук и временно прекратил строительные работы по созданию нескольких линейных кораблей во время своего пребывания на посту министра, выступая за строительство большого количества небольших кораблей (эсминцы, канонерки, крейсеры). В 1882 году опубликовал работу La guerre maritime et les ports militaires de la France, в которой изложил свои взгляды на военно-морскую теорию.
Был известен своим отрицательным отношением к Великобритании, считая британский флот главной угрозой французским заморским владениям. Видел также угрозу в лице Италии, в связи с чем в бытность министром значительно увеличил количество французских военно-морских кораблей в Тулоне. Среди других известных его действий — снижение пенсионного возраста для офицеров флота и замена почти всех членов штаба и руководителей департаментов после назначения на пост министра, а также активное участие в 1888 году в испытаниях первой французской военно-морской подводной лодки Gymnôte.
Однако его идеи, несмотря на популярность в среде молодых офицеров, не встретили понимания у других членов правительства, попытка практической реализации его идей по использованию малых кораблей в открытом море окончились неудачей (тогда как строительство предлагаемого им количества малых кораблей по стоимости было сравнимо со стоимостью строительства линкоров), а из-за отсутствия организационных навыков Об, как считалось, довёл военно-морское министерство до состояния хаоса. В связи с этим он был уволен с поста министра после чуть более года пребывания в этой должности. После отставки вышел на пенсию и поселился в Тулоне, где умер три года спустя.